# Polymèle (fille d'Éole)
Pour les articles homonymes, voir Polymèle.
Dans la mythologie grecque, Polymèle est l'une des filles d'Éole (le maître des vents).
Polymèle devient l'amante d'Ulysse lors du séjour de ce dernier chez Éole et, lors du départ du héros, Éole retrouve sa fille pleurant et tenant dans ses mains un objet venant de Troie. Il ne la punit pas car Diorès, un des fils d'Éole, lui demande de l'épargner et de lui donner sa main.
Sa légende est uniquement citée par Parthénios de Nicée, qui préserve un passage de l'Hermès perdu de Philétas.